# Gnomidolon biarcuatum
Gnomidolon biarcuatum är en skalbaggsart som först beskrevs av White 1855.  Gnomidolon biarcuatum ingår i släktet Gnomidolon och familjen långhorningar.
Artens utbredningsområde är:
- Guyana.
- Surinam.
- Venezuela.

Inga underarter finns listade i Catalogue of Life.